# دیه‌گو ورونلی
 دیه‌گو ورونلی (انگلیسی: Diego Veronelli؛ زادهٔ ۵ دسامبر ۱۹۷۹) یک تنیس‌باز اهل آرژانتین است. 